# Coco Jones
Courtney Michaela Jones, född 4 januari 1998 i Columbia i South Carolina, är en amerikansk skådespelerska och sångerska. Uppvuxen i Lebanon, Tennessee, började hon provspela i Nashville som barn för att göra en karriär inom underhållning.
Från och med mars 2022 är Jones officiellt signerad till Def Jam Recordings.

## Filmografi
- So Random! (2011–12)
- Let It Shine (2012)
- Lycka till Charlie! (Good Luck Charlie) (2012–13)
- The Exes (2014)
- Grandma's House (2016)
- Flock of Four (2017)
- Five Points (2018)
- Vampires vs. the Bronx (2020)
- Bel-Air (2022–nutid)

## Diskografi
- Coco Jones (2010)
- Made Of (2013)
- Let Me Check It (2017)
- H.D.W.Y. (2019)
- What I Didn't Tell You (2022)